# ウィリアム・スクール
ウィリアム・スクール（William Scull、1992年6月6日 - ）は、キューバのプロボクサー。マタンサス出身。元IBF世界スーパーミドル級王者。

## 来歴

### アルゼンチン拠点時
2016年11月11日、プロデビュー戦を行い1回KO勝ち。
2019年7月20日、フスティニアノ・ポセのコンプレホ・デポルティボ・テニエンテ・オリゴーネでセバスチャン・ホラシオ・パペスキと南米大陸スーパーミドル級王座決定戦を行い、6回2分50秒TKO勝ちを収め王座獲得に成功した。

### アルゴ・スポーツに移籍
2021年2月27日、シャルロッテンブルクのアルゴ・スポーツの本部兼ボクシング競技場であるアルゴ・スポーツパークでヒノ・カンターズとIBOインターナショナルスーパーミドル級王座決定戦を行い、12回3-0の判定勝ちを収め王座獲得に成功した。
2021年11月26日、シャルロッテンブルクのアルゴ・スポーツパークでデネブ・ディアスとIBFラテンアメリカスーパーミドル級王座決定戦を行い、2回1分12秒KO勝ちを収め王座獲得に成功した。
2022年7月2日、エルディングのシュタットベルケ・アリーナでエフゲニー・シュベデンコとIBF世界スーパーミドル級挑戦者決定戦を行い、12回3-0の判定勝ちを収めサウル・アルバレスへの挑戦権を獲得した。
2024年5月4日、ラスベガスのT-モバイル・アリーナにてサウル・アルバレス 対 ハイメ・ムンギアの前座でショーン・ヘンフィルと対戦し、8回3-0の判定勝ちを収めた。
2024年7月26日、IBF世界スーパーミドル級王者サウル・アルバレスとエドガー・ベルランガの試合が内定したため、IBFはIBF世界スーパーミドル級1位のスクールとの指名試合にアルバレスが応じないと判断し、アルバレスのIBF世界スーパーミドル級王座を同日付で剥奪したことに伴い、同年8月5日付でスクールとIBF世界スーパーミドル級2位のウラジミール・シシュキンにIBF世界スーパーミドル級王座決定戦を行うよう指令した。
2024年10月19日、ベルリン郊外ファルケンセのシュタンツァーレでIBF世界スーパーミドル級2位のウラジミール・シシュキンとIBF世界スーパーミドル級王座決定戦を行い、12回3-0（116-113、116-112、115-113）の判定勝ちを収め王座獲得に成功した。
2025年5月3日、サウジアラビア・リヤドのANBアリーナでWBAスーパー・WBC・WBO世界スーパーミドル級統一王者サウル・アルバレスと4団体王座統一戦を行うも、プロ初黒星となる12回0-3（113-115、112-116、109-119）の判定負けを喫し4団体王座統一に失敗、IBF王座から陥落しアルバレスのIBF王座返り咲きを許した。

## 戦績
- プロボクシング：24戦 23勝（9KO）1敗

| 戦           | 日付           | 勝敗 | 時間    | 内容    | 対戦相手                         | 国籍                     | 備考                                                     |
| ------------ | -------------- | ---- | ------- | ------- | -------------------------------- | ------------------------ | -------------------------------------------------------- |
| 1            | 2016年11月11日 | ☆    | 1R 2:58 | KO      | ガストン・ダリオ・アバロス       | アルゼンチン             | プロデビュー戦                                           |
| 2            | 2017年1月28日  | ☆    | 4R      | KO      | ビクトル・ウーゴ・エクスネル     | アルゼンチン             |                                                          |
| 3            | 2017年2月18日  | ☆    | 6R      | 判定3-0 | グスタボ・レネ・ベニテス         | パラグアイ               |                                                          |
| 4            | 2017年4月8日   | ☆    | 6R      | 判定3-0 | カルロス・ダンテ・モヤノ         | アルゼンチン             |                                                          |
| 5            | 2017年7月1日   | ☆    | 6R      | 判定3-0 | エミリアーノ・ヘルマン・ビバス   | アルゼンチン             |                                                          |
| 6            | 2017年12月22日 | ☆    | 8R      | 判定3-0 | クリスチャン・ファビアン・リオス | アルゼンチン             |                                                          |
| 7            | 2018年2月3日   | ☆    | 4R      | TKO     | ミゲル・エドゥアルド・ゴロシト   | アルゼンチン             |                                                          |
| 8            | 2018年5月19日  | ☆    | 6R      | 判定3-0 | マルティン・フィデル・リオス     | アルゼンチン             |                                                          |
| 9            | 2018年8月25日  | ☆    | 5R      | KO      | ホセ・ルイス・ヤナ               | アルゼンチン             |                                                          |
| 10           | 2018年11月10日 | ☆    | 2R 0:23 | KO      | イワン・サキッチ                 | ボスニア・ヘルツェゴビナ |                                                          |
| 11           | 2019年3月15日  | ☆    | 8R      | 判定3-0 | バシリオ・シルバ                 | ドミニカ共和国           |                                                          |
| 12           | 2019年6月15日  | ☆    | 8R      | 判定3-0 | ロマン・シュカルパ               | ウクライナ               |                                                          |
| 13           | 2019年7月20日  | ☆    | 6R 2:50 | TKO     | セバスチャン・ホラシオ・パペスキ | アルゼンチン             | 南米大陸スーパーミドル級王座決定戦                       |
| 14           | 2019年9月21日  | ☆    | 8R      | 判定3-0 | シアリェイ・ハミツキー           | ベラルーシ               |                                                          |
| 15           | 2020年8月28日  | ☆    | 4R 1:15 | TKO     | マティアス・エクルンド           | フィンランド             |                                                          |
| 16           | 2021年2月27日  | ☆    | 12R     | 判定3-0 | ヒノ・カンターズ                 | オランダ                 | IBOインターナショナルスーパーミドル級王座決定戦          |
| 17           | 2021年5月28日  | ☆    | 2R 0:42 | KO      | ドラガン・レペイ                 | イタリア                 | IBOインターナショナル防衛1                               |
| 18           | 2021年11月26日 | ☆    | 2R 1:12 | KO      | デネブ・ディアス                 | コロンビア               | IBFラテンアメリカスーパーミドル級王座決定戦              |
| 19           | 2022年7月2日   | ☆    | 12R     | 判定3-0 | エフゲニー・シュベデンコ         | ロシア                   | IBF世界スーパーミドル級挑戦者決定戦                      |
| 20           | 2022年11月12日 | ☆    | 8R      | 判定3-0 | アベル・ニコラス・アドリエル     | アルゼンチン             |                                                          |
| 21           | 2023年10月7日  | ☆    | 6R      | 判定3-0 | クリスチャン・ファビアン・リオス | アルゼンチン             |                                                          |
| 22           | 2024年5月4日   | ☆    | 8R      | 判定3-0 | ショーン・ヘンフィル             | アメリカ合衆国           |                                                          |
| 23           | 2024年10月19日 | ☆    | 12R     | 判定3-0 | ウラジミール・シシュキン         | ロシア                   | IBF世界スーパーミドル級王座決定戦                        |
| 24           | 2025年5月3日   | ★    | 12R     | 判定0-3 | サウル・アルバレス               | メキシコ                 | WBA・WBC・IBF・WBO世界スーパーミドル級王座統一戦 IBF陥落 |
| テンプレート |                |      |         |         |                                  |                          |                                                          |

## 獲得タイトル
- 南米大陸スーパーミドル級王座
- IBOインターナショナルスーパーミドル級王座
- IBFラテンアメリカスーパーミドル級王座
- IBF世界スーパーミドル級王座（防衛0）